# History: America's Greatest Hits
Albums de America
Hearts
(1975) Hideaway
(1976)
History: America's Greatest Hits est le premier album de compilation du groupe américain America. Il est sorti le 3 novembre 1975 sur le label Warner Bros. Records et a été produit par George Martin, connu pour son travail avec les Beatles.

## Historique
En 1975, America a déjà sorti cinq albums studios, tous classés (à l'exception de Hat Trick) dans le top ten du Billboard 200 aux États-Unis. Warner Bros. Records décide alors de capitaliser ce succès par la sortie d'une compilation regroupant les principaux succès du groupe.
Cette compilation comprend donc les onze premiers singles du groupe, tous classés au Billboard Hot 100, et une version de la chanson "Sandman", un titre très populaire issu du premier album. Les sept premiers titres de cette compilation ont été initialement enregistrés avant que George Martin devint le producteur du groupe, ils furent donc remixés par Martin en vue de cet album.
Cet album se classa à la troisième place de Billboard 200 aux États-Unis et notamment à la première place des charts canadiens, le 24 janvier 1976. Il sera certifié plusieurs fois disque d'or ou de platine dans des pays comme l'Australie (6 x platine), les États-Unis (4 x platine) ou la France (disque d'or).
La pochette fut dessinée par Phil Hartman, frère du manager du groupe, qui devint plus tard un acteur, humoriste et scénariste reconnu.

## Liste des titres
| No  | Titre                                | Auteur                  | de l'album       | Durée |
| --- | ------------------------------------ | ----------------------- | ---------------- | ----- |
| 1.  | A Horse With No Name (# 1 Hot 100)   | Dewey Bunnell           | America, 1971    | 4:07  |
| 2.  | I Need You (# 9 Hot 100)             | Gerry Beckley           | America, 1971    | 3:05  |
| 3.  | Sandman (jamais sorti en single)     | Bunnell                 | America, 1971    | 3:58  |
| 4.  | Ventura Highway (# 8 Hot 100)        | Bunnell                 | Homecoming, 1972 | 3:32  |
| 5.  | Don't Cross the River (# 35 Hot 100) | Dan Peek                | Homecoming, 1972 | 2:30  |
| 6.  | Only In Your Heart (# 62 Hot 100)    | Beckley                 | Homecoming, 1972 | 3:44  |
| 7.  | Muskrat Love (# 67 Hot 100)          | Willis Alan Ramsey      | Hat Trick, 1973  | 3:05  |
| 8.  | Tin man (# 4 Hot 100)                | Bunnell                 | Holiday, 1974    | 3:26  |
| 9.  | Lonely People (# 5 Hot 100)          | D. Peek, Catherine Peek | Holiday, 1974    | 2:27  |
| 10. | Sister Golden Hair (# 1 Hot 100)     | Beckley                 | Hearts, 1975     | 3,:20 |
| 11. | Daisy Jane (# 20 Hot 100)            | Beckley                 | Hearts, 1975     | 3:07  |
| 12. | Woman Tonight (# 44 Hot 100)         | D. Peek                 | Hearts, 1975     | 2:25  |

## Musiciens
- Dewey Bunnell: chant, guitare, piano, chœurs
- Gerry Beckley: chant, guitare, basse, claviers, chœurs
- Dan Peek: chant, guitare, basse, claviers, chœurs

avec
- Kim Haworth: batterie (1)
- Ray Cooper: percussion (1)
- Dave Atwood: batterie (2 & 3)
- Hal Blaine: batterie, percussions (4 & 6)
- Will Leacon: batterie, percussions (8, 9, 10, 11 & 12)
- Joe Osborn: basse (4, 5 & 6)
- David Dickey: basse (10, 11 & 12)
- Henry Diltz: banjo (5)
- Chester McCracken: congas (7)
- Venetta Fields, Clydie King et Jessica Smith: chœurs (12)

## Charts & certifications
| Pays             | Durée du classement | Meilleur classement |
| ---------------- | ------------------- | ------------------- |
| Canada           | 32 semaines         | 1er                 |
| États-Unis       | 62 semaines         | 3e                  |
| France           | 20 semaines         | 25e                 |
| Nouvelle-Zélande | 63 semaines         | 3e                  |
| Royaume-Uni      | 1 semaine           | 60e                 |

| Pays        | Certification | Ventes      | Date       |
| ----------- | ------------- | ----------- | ---------- |
| Allemagne   | Platine       | 500 000 +   | 2005       |
| Australie   | 6 x Platine   | 420 000 +   | 2010       |
| Canada      | Platine       | 100 000 +   | 01/11/1976 |
| États-Unis  | 4 x Platine   | 4 000 000 + | 13/10/1986 |
| France      | Or            | 100 000 +   | 1983       |
| Royaume-Uni | Argent        | 60 000 +    | 01/08/1976 |